# Noumea decussata
Noumea decussata is een zeenaaktslak die behoort tot de familie van de Chromodorididae. Deze slak komt voor in het westen van de Grote Oceaan, op een diepte van 1 tot 30 meter.
De slak is wit gekleurd en heeft geen duidelijke mantelrand. De kieuwen en de rinoforen zijn oranje. Ze wordt, als ze volwassen is, zo'n 6 tot 18 mm lang. Ze voeden zich met sponzen.